# Theil-Rabier
Theil-Rabier település Franciaországban, Charente megyében. Lakosainak száma 163 fő (2022. január 1.). Theil-Rabier La Forêt-de-Tessé, La Magdeleine, Paizay-Naudouin-Embourie és Valdelaume községekkel határos.

## Népesség
A település népessége az elmúlt években az alábbi módon változott:
| Lakosok száma | 189  | 176  | 170  | 147  | 167  | 175  | 171  | 164  | 166  | 163  |
|               | 1968 | 1982 | 1990 | 2006 | 2013 | 2015 | 2017 | 2019 | 2020 | 2022 |